# Неудавшаяся сверхновая
Неудавшаяся сверхновая (несостоявшаяся сверхновая, англ. Failed supernova) — звезда, которая в конце своей жизни коллапсирует в чёрную дыру без вспышки сверхновой.

## Процесс
Ранее считалось, что в конце жизни все массивные звёзды взрываются как сверхновые. Однако по теоретическим оценкам, от 10 до 30 процентов звёзд, которые превращаются в чёрные дыры, в конце жизни коллапсируют без взрыва сверхновой — мощности взрыва не хватает, чтобы вещество звезды преодолело гравитацию образовавшейся чёрной дыры. Считается, что такой сценарий происходит у звёзд массами 20—25 M⊙, но пока что известны только две звезды, предположительно таким образом сколлапсировавших.
Звезда N6946-BH1 с массой в 25 M⊙, являющаяся одной из неудавшихся сверхновых; она, в отличие от звезды NGC3021-CANDIDATE-1, наблюдалась регулярно. В марте 2009 года N6946-BH1 немного увеличила свою яркость, но уже в октябре того года перестала быть видимой в оптическом диапазоне, хотя продолжала наблюдаться в инфракрасном диапазоне. В конце концов, к октябрю 2015 году объект полностью перестал быть видимым.

## Список кандидатов в неудавшиеся сверхновые
| Название            | Время    | Расположение | Описание                                            | Ссылки      |
| ------------------- | -------- | ------------ | --------------------------------------------------- | ----------- |
| NGC3021-CANDIDATE-1 | 2015 год | NGC 3021     | Исчезновение жёлтого сверхгиганта с массой 25—30 M⊙ | [ 3 ] [ 5 ] |
| N6946-BH1           | 2009 год | NGC 6946     | Исчезновение красного сверхгиганта с массой 25 M⊙   | [ 1 ] [ 2 ] |